# Kisfaludy Árpád Béla

A Kisfaludy család címere

Kisfaludi Kisfaludy Árpád Béla (Gyömöre [Győr megye], 1847. május 31. – Budapest, 1903. április 28.) teológiai doktor, egyetemi tanár.

## Élete
Kisfaludy Elek és Raffel Erzsébet birtokosok fia, Kisfaludy Károly és Kisfaludy Sándor költők másod unokaöccse. A gimnáziumot Komáromban, Veszprémben és Győrött, a teológiát a bécsi Pázmáneumban és a Szent Ágostonról nevezett felsőbb papképző intézetben végezte. 1873. július 23-án pappá szentelték és nemsokára hittudományi doktorrá avatták. Rövid idejű káplánkodás után a győri püspöki líceumban 1876-ig tanulmányi felügyelő és teológiai tanár volt. 1877. január 2-án a budapesti egyetemen a dogmatika tanára és még ezen évben császári és királyi udvari káplán, 1890 márciusában a Szent István Társulat alelnöke; 1893. július 25-én a Szent Lélekről címzett dienesi prépost lett. Elnöke volt a Szent István Társulat kebelében működő tankönyvbíráló bizottságnak, tagja a tudományos és irodalmi osztálynak, melynek szervezési munkáiban is tevékeny részt vett és állandó tagja az Országos Közoktatási Tanácsnak. A Kerepesi úti temetőben nyugszik (29/2-1-17).
Nevét Kisfaludy Á. Bélának írta.
Költeményei a Pesti Hírlapban (1879. 169. sz. Koszorú Pázmándi Horvát Endre sírjára), a Katholikus Szemlében (1888), a M. Államban (1893. 74. sz.). Cikkei a Győri Közlönyben (1869-től, 1874. Levelek húgomhoz az olvasásról); az Uj Magyar Sionban (1878 óta, 1879. A theologia magyar nyelvéről); a Figyelőben (VIII. 1880. A Hímfy-dalok múzsája); a Religióban (1878 óta, 1882. I. A szentségek oksági viszonya); az Emlékkönyvben (kiadja a szent István-társulat 1882. Műveltség és vallás); a Kisfaludy Társaság Évlapjaiban (XVIII. Kisfaludy Sándor naplója 1796 márcz. 6-tól szept. 29-ig); a Katholikus Theologiai Folyóiratban (1883. A házasságról, 1883-84. A theologia magyar nyelve); a Magyar Könyv-Szemlében (1884. A győri püspökség nagyobb seminariumi könyvtáráról); közlések, könyvismertetések, vezércikkek, tárcák, költemények a következő lapokban és folyóiratokban: Magyar Állam (1872 óta), Gyorsirászati Lapok (1873), Katholikus Hetilap (1874 óta), Irodalmi Szemle (Eger, 1874 óta). Egyházművészeti Lap (1880 óta), Budapesti Hírlap (1882), Egri Népújság (1883), Győri Híradó (1884-től), Kth. Szemle (1887-től), Hittudományi Folyóirat, Borromaeus sat. A Szent István Társulat Naptárában (1884-től népies cikkek.)

## Munkái
- Koszorú Pázmándi Horváth Endre születésének százados évfordulója alkalmából. Pázmándon 1879. jún. 22. rendezett ünnepélyre a győregyházmegyei papság nevében fűzte. Győr, 1879.
- Emlék a győri Arany-ünnepről. Uo. 1882. (Arany Jánosról.)
- Egyházi beszéd 1886. aug. 20. Budán. Uo. 1886.
- Thomisztika. Kisérlet a “Philosophia scholastica” magyar művelése érdekében. Bpest, 1886.
- A szent mise áldozati valósága. Dogmatikus tanulmány. Győr, 1886.
- Van-e már magyar Kempisünk? Kritikai összemérése a (De imitatione Christi libri) IV magyar fordításainak. Bpest, 1887. (Különnyomat a Kath. Szemléből.)
- Levelek hugomhoz az olvasásról. Uo. 1888. (Ism. M. Sion, Kalauz 1889.) Online

Szerkesztette a Katholikus Szemlét 1888-91-ben Budapesten és Pázmány Péter összes műveinek az egyetem által eszközölt kiadásában a Kempis-fordítást és a Szentek tiszteletiről c. műveket adta ki.

## Álneve és jegyei
Buhinvölgyi, K. Á. B., 556., -sf-, -yda- s a többi.

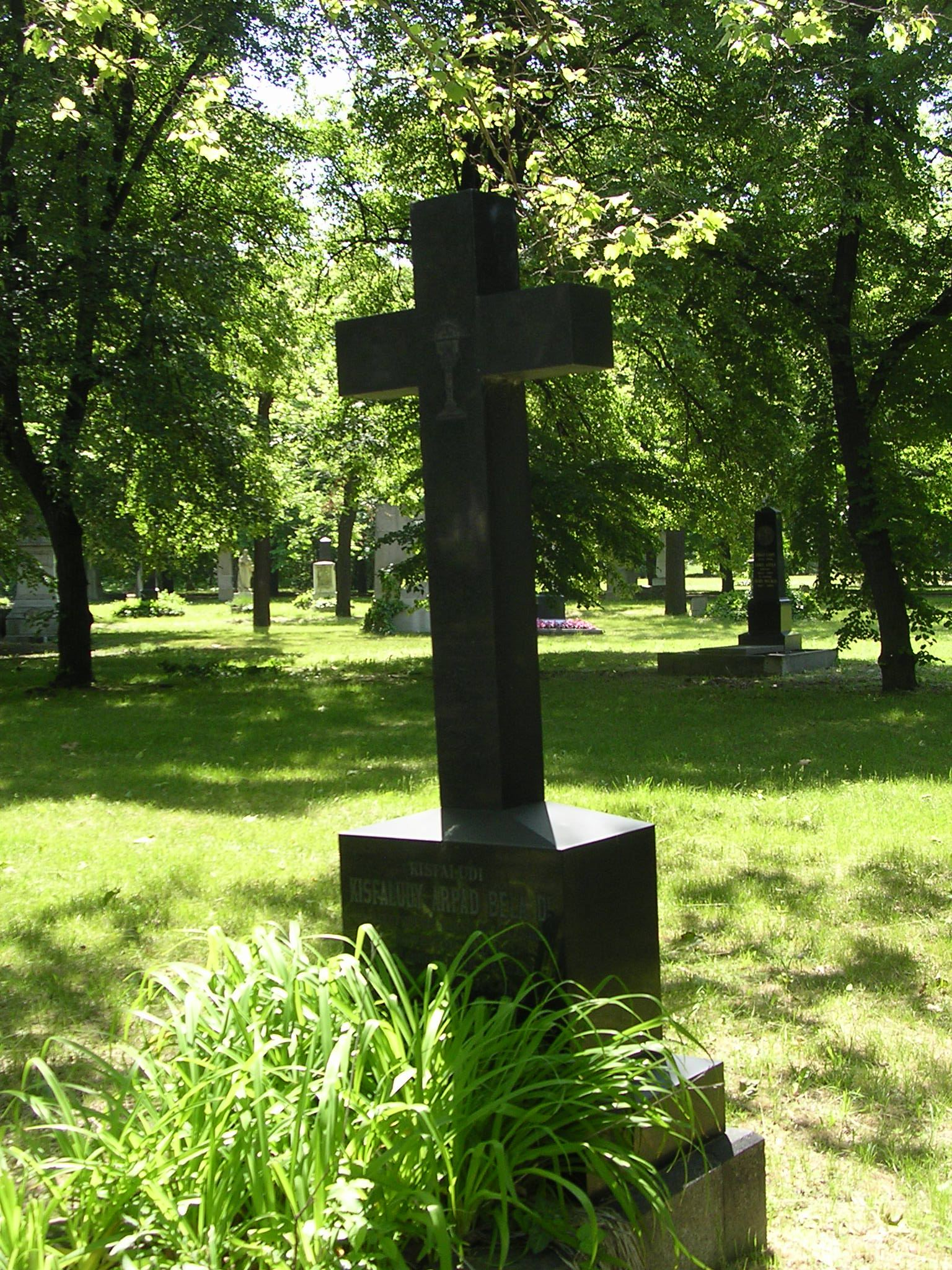
Sírja a Fiumei úti sírkertben (29/2-1-17), 2005